# 모현도서관 (용인시)
모현도서관은 경기도 용인시 처인구 모현읍 왕산리 소재의 도서관이다.

## 연혁
- 2010.06.29. 모현도서관 착공
- 2012.03.14. 모현도서관 준공
- 2012.05.25. 모현도서관 개관

## 시설현황
- 3층: 종합자료실, 디지털자료실
- 2층: 어린이자료실, 시청각실·소모임실
- 1층: 열람실, 휴게실
- 지하1층: 사무실,휴 카페

## 이용 안내
이용 시간
- 열람실: 평일·토·일요일 07:00~22:00 / 공휴일(1월 1일, 설 연휴, 추석 연휴 제외) 09:00~18:00
- 종합자료실, 어린이자료실, 디지털자료실: 평일 09:00~18:00 / 토·일요일 09:00~17:00(공휴일 제외)

휴관일
- 정기휴관일 매월 두 번째, 네 번째 월요일: 시설 전체 휴관
- 명절(1월 1일, 설연휴, 추석연휴): 시설 전체 휴관
- 법정공휴일: 열람실만 개방(09:00~18:00) (단, 일요일은 열람실 및 자료실 운영함.)
- 임시휴관일: 도서관의 특별한 사정으로 인한 휴관